# Fabien Tilliet
Fabien Tilliet (* 3. März 1980 in Annecy) ist ein ehemaliger französischer Leichtgewichts-Ruderer.

## Karriere
Der 1,86 m große Tilliet belegte bei den Ruder-Weltmeisterschaften 2002 zusammen mit Frédéric Dufour den zwölften Platz im Leichtgewichts-Zweier ohne Steuermann. Ein Jahr später belegte der französische Leichtgewichts-Vierer ohne Steuermann mit Jeremy Pouge, Jean-Christophe Bette, Erwan Peron und Fabien Tilliet den vierzehnten Platz und verpasste damit die Olympiaqualifikation für 2004. Bei den Ruder-Weltmeisterschaften 2004, die nur in den nichtolympischen Bootsklassen ausgetragen wurden, war Tilliet Schlagmann des französischen Leichtgewichts-Achters und gewann in dieser Bootsklasse die Goldmedaille.
2005 gehörte Tilliet zur Crew im völlig neu besetzten Leichtgewichts-Vierer, dieser siegte bei zwei Weltcup-Regatten und gewann den Titel bei den Weltmeisterschaften in Gifu. Im Jahr darauf siegte bei den Weltmeisterschaften in Eton der chinesische Vierer, die Franzosen erhielten die Silbermedaille. 2007 in München erruderten die Franzosen erneut die Silbermedaille, diesmal hinter den Briten. Bei den Olympischen Spielen 2008 belegte das Boot mit Guillaume Raineau auf Position 2 für Jeremy Pouge den vierten Platz hinter den Vierern aus Dänemark, Polen und Kanada.
2009 bildeten Fabien Tilliet und Jean-Christophe Bette einen Leichtgewichts-Zweier ohne Steuermann, der auf Anhieb den Titel bei den Weltmeisterschaften gewinnen konnte. Zum Saisonausklang 2009 ruderten Tilliet und Bette bei den Europameisterschaften zum Titel im ungesteuerten Leichtgewichts-Vierer. 2010 gewannen Tilliet und Bette den Titel sowohl bei den Europameisterschaften als auch bei den Weltmeisterschaften. 2011 wechselten die beiden für die Weltmeisterschaften in den Achter und belegten in dieser Bootsklasse sieben Jahre nach Tilliets Weltmeistertitel im Achter den vierten Platz. Zum Abschluss ihrer Karriere gewannen Bette und Tilliet 2012 noch einmal Weltmeisterschaftsbronze im Zweier.